# Alexandros Tziolis
Alexandros Tziolis (Katerini, 13 de fevereiro de 1985) é um ex-futebolista grego que atuava como meia.

## Carreira

### Panionios
Tziolis começou no pequeno time local Apollon Litochorou. Ele jogou cerca de sete anos até 1995, um olheiros do Panionios, percebeu seu talento e e o levou Atenas. No Panionios, de Nea Ionia. começou se profissionalizou e sendo parte integral do time principal por três temporadas, jogando 61 partidas, marcando três gol. Como resultado fpo obersavado pelo gigante Panathinaikos que ofereceu ao Panionios €650.000 e assinou com ele.

### Panathinaikos
Tziolis começou cedo a titularidade no alvi-verde pelo técnico do Panathinaikos, o croata Igor Biscan. Durante a temporada  2006–07, ele marcou um gol contra o Skoda Xanthi, um time imbatível em casa na Super League Grega, e foi vice da Copa Grécia, perdendo para o Larissa.

## Títulos
Clubes
Werder Bremen
- DFB-Pokal: 2008–09
- Copa da Uefa: Vice 2008–09

Panathinaikos
- Copa da Grécia: Vice 2006–07

APOEL
- Liga Cipriota: 2012–13

Individual
- Jovem Futebolista Grego do Ano 2003–04